# John Anderson i Sundsvall
Johan (John) Richard Anderson i riksdagen kallad Anderson i Sundsvall, född 20 juni 1902 i Ragunda socken, död 13 maj 1978 i Sundsvall, var en svensk folkskollärare och riksdagsman (folkpartist).
John Anderson, som kom från en bondefamilj, var folkskollärare i Sollefteå 1923–1924, Kyrkås 1925–1930 och därefter Sundsvall 1930–1967. Han var vice ordförande i Sundsvalls stadsfullmäktige 1948–1958. Anderson var ledamot av riksdagens andra kammare 1951–1968, invald i Västernorrlands läns valkrets. I riksdagen var han bland annat vice ordförande i andra lagutskottet 1961–1968. Han var främst engagerad i utbildningsfrågor.